# Běleč (okres Brno-venkov)
Běleč (německy Bieltsch) je obec v okrese Brno-venkov v Jihomoravském kraji. Rozkládá se v Hornosvratecké vrchovině, v přírodním parku Svratecká hornatina. Leží přibližně 10 kilometrů severně od Tišnova. Žije zde 209 obyvatel. Součástí obce je také Křeptov.

## Historie
První písemná zmínka o obci pochází z roku 1447.
Od roku 1960 je součástí Bělče vesnice Křeptov.
Právo užívat znak a vlajku bylo obci uděleno rozhodnutím Poslanecké sněmovny Parlamentu České republiky dne 24. listopadu 2014.

## Obyvatelstvo

### Struktura
V obci k počátku roku 2016 žilo celkem 189 obyvatel. Z nich bylo 96 mužů a 93 žen. Průměrný věk obyvatel obce dosahoval 44,1 let. Dle Sčítání lidu, domů a bytů, provedeném v roce 2011, žilo v obci 186 lidí. Nejvíce z nich bylo (15,1 %) obyvatel ve věku od 0 do 14 let. Děti do 14 let věku tvořily 15,1 % obyvatel a senioři nad 70 let úhrnem 5,9 %. Z celkem 158 občanů obce starších 15 let mělo vzdělání 42,4 % střední vč. vyučení (bez maturity). Počet vysokoškoláků dosahoval 3,2 % a bez vzdělání bylo naopak 0 % obyvatel. Z cenzu dále vyplývá, že v obci žilo 86 ekonomicky aktivních občanů. Celkem 93 % z nich se řadilo mezi zaměstnané, z nichž 72,1 % patřilo mezi zaměstnance, 0 % k zaměstnavatelům a zbytek pracoval na vlastní účet. Oproti tomu celých 51,6 % občanů nebylo ekonomicky aktivní (to jsou například nepracující důchodci či žáci, studenti nebo učni) a zbytek svou ekonomickou aktivitu uvést nechtěl. Úhrnem 98 obyvatel obce (což je 52,7 %) se hlásilo k české národnosti, dále 29 obyvatel bylo Moravanů. Celých 54 obyvatel obce však svou národnost neuvedlo.
| Rok            | 1869 | 1880 | 1890 | 1900 | 1910 | 1921 | 1930 | 1950 | 1961 | 1970 | 1980 | 1991 | 2001 | 2011 | 2021 |
| -------------- | ---- | ---- | ---- | ---- | ---- | ---- | ---- | ---- | ---- | ---- | ---- | ---- | ---- | ---- | ---- |
| Počet obyvatel | 190  | 247  | 232  | 237  | 264  | 286  | 276  | 309  | 323  | 277  | 249  | 218  | 194  | 186  | 191  |
| Počet domů     | 29   | 35   | 37   | 40   | 41   | 44   | 50   | 68   | 67   | 61   | 60   | 61   | 76   | 76   | 77   |

Vývoj počtu obyvatel obce Běleč
| Rok            | 1869 | 1880 | 1890 | 1900 | 1910 | 1921 | 1930 | 1950 | 1961 | 1970 | 1980 | 1991 | 2001 | 2011 | 2021 |
| -------------- | ---- | ---- | ---- | ---- | ---- | ---- | ---- | ---- | ---- | ---- | ---- | ---- | ---- | ---- | ---- |
| Počet obyvatel | 121  | 167  | 159  | 156  | 182  | 185  | 183  | 203  | 194  | 195  | 183  | 162  | 151  | 134  | 137  |
| Počet domů     | 21   | 27   | 28   | 29   | 28   | 28   | 31   | 44   | —    | 44   | 43   | 45   | 50   | 50   | 52   |

Vývoj počtu obyvatel části obce Běleč

## Obecní správa a politika
V letech 2010–2014 byla starostkou Jana Přikrylová, od roku 2014 funkci vykonává Dana Trtílková.

## Pamětihodnosti
- Kaple Božského Srdce Páně